# Command & Conquer: Red Alert 3
A Command & Conquer: Red Alert 3 az Electronic Arts 2008-as valós idejű stratégiai játéka. A játék készülését 2008. február 14-én jelentették be és az Amerikai Egyesült Államokban 2008. október 28-án, Európában pedig 2008. október 31-én jelent meg PC-re. A játék önmagában is működő, internetes terjesztésű Uprising kiegészítője 2009 márciusában jelent meg.
A játék egy alternatív világban játszódik, ahol a második világháború nem történt meg, ugyanis a Command & Conquer: Red Alert története szerint Albert Einstein visszament 1924-be, és eltörölte Hitler létezését. Így azonban a szovjetek erősödtek meg és indítottak háborút a világuralom megszerzésére. A Command & Conquer: Red Alert 2-ben a szövetségesek végül legyőzték a Szovjetuniót, ám az összeomlás előtt szovjet vezetők saját időgépükkel sikeresen visszatértek 1927-be és meggyilkolták Einsteint, így a szövetségesek nem tudták kifejlesztetni az atombombát és technológiai előnyük nagy része elveszett. Ám a megváltoztatott jövőben egy új nagyhatalom is megjelent, a Felkelő Nap Birodalma, amely szintén a saját uralma alá akarja hajtani a világot.
A játékban mindhárom frakció játszható, mind egyjátékos, mind többjátékos módban. Egyjátékos módban a kiválasztott oldaltól függően alakul a történet, amely a küldetések teljesítése esetén a játékos vezette oldal győzelmével ér véget. A küldetések között élőszereplős átvezető animációkból a következő küldetés ismertetése mellett a játék hátteréről is további információk derülnek ki. A Red Alert 3 összes küldetése teljesíthető kooperatív játékmódban egy baráttal az interneten keresztül, egyébként a mesterséges intelligencia tölti be ezt a szerepet. A játékban a korábbiakhoz képest jelentős szerepet kap a tengeri hadviselés. Ezen újításoknak köszönhetően többnyire pozitív kritikákat kapott, ám gyakran idézett gyengesége a játéknak a rossz útvonalkeresés.

## Játékmenet

A vízi hadviselés minden eddiginél nagyobb szerepet kap a játékban.

A Red Alert 3-ban a Command & Conquer sorozat eddigi játékaira jellemző játékmenet található meg. A különböző ellenséges frakciók ércet termelnek, ami automatikusan pénzre váltódik, és ebből kell előbb épületeket majd hadsereget építeni. Változás a korábbi részekhez képest, hogy itt nem érclelőhelyek, hanem már kiépített bányák vannak, amelyek mellé csak ércfinomítót kell építeni. A gyártott hadseregen kívül megjelennek a frakciónkként különböző szupertitkos eljárások is, amelyeket taktikai pontokból lehet megvásárolni. Taktikai pontokat állandó harccal lehet szerezni, ugyanis minél magasabb fokon áll a harc intenzitását jelző veszélyeztetettség-mérő, annál gyorsabban termelődnek. A szupertitkos eljárások legtöbbje tényleges új képességet biztosít, míg mások passzívan hatnak, az egységeket erősítve.
Újdonság még, hogy az egyjátékos pályák mindegyike kooperatív, és amennyiben a játékos egyedül játszik, úgy a mesterséges intelligencia tölti be a helyet. Ez esetben az alparancsnokot egyszerű parancsokkal lehet irányítani. Egyjátékos módban kilenc pálya van minden egyes oldal számára. Újdonság még a tengeri hadviselés megnövekedett szerepe is. A szárazföldi járműveket gyártó épületek kivételével mindegyik építhető a vízre is. Ezt a vonalat erősíti az is, hogy a többjátékos pályák mindegyikén található nagyobb vízfelület.
A kézzel aktiválható különleges képességek minden egységnél megtalálhatóak a játékban. Ezek három részre oszthatóak: van amelyik vált az elsődleges és másodlagos tüzelési funkciók között, van amelyik célpontkijelölést is igényel és van olyan, amely azonnal végrehajtódik a kattintást követően. Így például a szovjet gyalogság válthat az AK–47-es és a Molotov-koktél között, a japán épületeket külön kell adott helyen kibontani, míg a Stingray nevű szovjet jármű elektromos hullámot indíthat el a vízen.

## Történet
A három kampány története azonos szálakon indul el, ám a játékos választásától függően hamar jelentősen eltérnek egymástól. A szovjetek veresége előtt nem sokkal két magas rangú szovjet tiszt, Nikolaj Krukov tábornok és Cserdenko ezredes valamint Dr. Zelinszki visszautaznak az időben 1927-be, a Brüsszelben lévő Nemzetközi Fizikai Konferenciára és itt végeznek Albert Einsteinnel. Visszatérve kiderül, hogy a szovjet csapatok már Nyugat-Európában járnak és Cserdenko lett a Szovjetunió új főtitkára. Ám hamarosan kiderül, hogy egy új ellenség is feltűnt, a Felkelő Nap Birodalma, amely hatalmas offenzívát indít a szovjetek védtelen hátországa ellen. Krukov tábornok atomfegyverek bevetését javasolja, ám kiderül, hogy azok nem léteznek ebben az idősíkban Einstein halála miatt. Így a szövetségesek és a szovjetek arra kényszerülnek, hogy háborúba bocsátkozzanak a japánok ellen.

### Szovjetunió
A hadjáratban Cserdenko főtitkár egy frissen végzett tisztet, a játékost küldi az ostromlott Leningrád felmentésére. Így az első küldetés fő feladata a leningrádi erőd visszaszerzése majd megvédése a birodalmi támadóktól. A csata után azonban kiderül, hogy mindez csak egy japán csel volt, az igazi célpont pedig nem más, mint Moszkva. A használaton Kraszna-45 kilövőállomást sikerül elfoglalni és onnan egy műholdat felbocsátani, amelyet a szovjetek a támadó seregbe vezetnek bele, ezzel megtörve a támadás lendületét. Ezután egy szovjet egység visszaszerzi Vlagyivosztokot, lerombolva a japán trónörökös ott álló palotáját. Mivel a japánokat sikerült kiszorítani a Szovjetunió területéről, a szovjet vezetés immáron a szövetségesekre koncentrálhatott és egy seregük támadást indít Genf ellen, ahol a szövetségesek tartanak konferenciát. Ezután Mükéné szigetének megszállása következik, ahol a szövetségesek egy fontos csodafegyver létrehozásán dolgoznak.
A támadás sikerrel jár és a szövetséges erők Izlandra szorulnak vissza, majd az ottani légibázisuk elvesztése után az Egyesült Államokba. A genfi csata előtt egy merényletkísérlet történik a főtitkár ellen és csak az izlandi támadás során derül ki, hogy Krukov tábornok a tettes, így az izlandi csatában a szovjet erők végeznek a tábornokkal. Csupán később derül ki, hogy Cserdenko önmaga ellen hajtott végre álmerényletet, hogy oka legyen leszámolni a tábornokkal. Továbbá Dr. Zelinszki is értesíti a játékost arról, hogy manipuláció történt az időben, és Cserdenko csak ennek köszönhetően válhatott főtitkárrá.
A szövetségesek izlandi veresége után a szovjetek légideszant-támadást indítanak a Fudzsi hegy ellen, hogy a japán császárt megöljék. Csupán egy katona és egy harci medve éli túl a támadást és éri el a császári palotát, végrehajtva a küldetést, ám kiderül, hogy csupán a császár hasonmását ölték meg. A további szovjet csapatok érkezése és három birodalmi sereg megsemmisítése után végül sikerül magával a császárral is végezni, így a Felkelő Nap Birodalma teljesen összeomlik. Ezután Cserdenko főtitkár arra készül, végleg csapdába csalja a szövetséges vezetést, és a Húsvét-szigetre hívja őket tárgyalni. Tárgyalás helyett azonban csapdát állít nekik és végez velük. A szövetséges delegáció pusztulása után Cserdenko a játékos ellen fordul, aki immáron veszélyt jelent a hatalmára, azonban az ezután következő csatában életét veszti. Az utolsó ellenálló város, New York elfoglalása és a Szabadság-szobor ledöntése után létrejön a Szocialista Világköztársaság és a játékos válik az új pártfőtitkárrá.

### Szövetségesek
A szövetséges kampány Nyugat-Európa szovjet megszállása után kezdődik. Bingham tábornagy az angol partok őrzésére utasítja a játékost, akinek sikerül megakadályoznia a szovjet partraszállást. Ezután a szövetséges erők ellentámadásba mennek át és visszafoglalják Cannes városát, ahova a szovjetek visszavonultak, majd egy gyors csapással elpusztítják a heidelbergi szovjet főparancsnokságot. Ekkor lép színre a Felkelő Nap Birodalma, amely tengeri erődöt küld az Északi-tengerre, az egész hajózást megbénítva és megszállja Gibraltár kikötőjét. A szövetséges és szovjet erők is rövid szövetséget kötnek, hogy erőiket egyesítsék az új fenyegetés ellen. Közös akcióban felszabadítják Gibraltárt, majd a tengeri erődöt is megszállják, és túlterhelik a generátorait, amely a megsemmisüléséhez vezet.
Ackerman amerikai elnök, aki kezdettől fogva ellenezte a szovjetekkel való bármilyen egyezkedést, ekkor úgy határoz, megsemmisíti Moszkvát a Rushmore-hegybe épített lézerfegyverrel. A szövetséges erők azonban legyőzik őt még a terve sikere előtt, és maga az elnök is meghal az összecsapásban. Ezután egy támadást készítenek elő Tokió ellen, ahol a Birodalom teljes katonai vezetése összegyűlik tárgyalni, hogy egy csapással lefejezzék egész Japánt. A szovjetek segítségüket ígérik, ám többszöri halasztás után Krukov tábornok bejelenti, hogy a flottájuk túl távol van, és gondokkal küzd, így nem tud segíteni. Mindezek ellenére a szövetséges támadás sikerrel jár.
A tokiói csata után a szovjetek fő tudósa, Dr. Zelinszki átáll a szövetségesek oldalára, és elmondja, hogy Cserdenko megváltoztatta a múltat, valamint a szovjetek az Egyesült Államok megtámadására készülnek Kuba területéről indulva. A szövetségesek az inváziós erők megsemmisítése után egy új technológiával Leningrádba, Cserdenko erődjébe teleportálják erőiket a kronoszférán keresztül, hogy megakadályozzák annak menekülését az űrbe. A csata végén Cserdenko főtitkárt és Krukov tábornokot kriobörtönbe zárják életfogytiglan az elkövetett bűneikért. Eva hadnagy, a kommunikációs tiszt, valamint Tánya, a kommandós ezután mindketten randevúra hívják a játékost. Ezután a David Hasselhoff által alakított alelnök nyilvános beszédben fogadja el az elnöki pozíciót.

### Felkelő Nap Birodalma
A birodalmi kampány egy Szovjetunió elleni offenzívával kezdődik. A támadás az újévet ünneplő Vorkuta szovjet városába bejuttatott álcázott gyalogosszállítóval kezdődik, amelynek feladata különféle emlékművek megsemmisítése. A Birodalom tradicionális gondolkodású császára, Josiró úgy gondolja a háború nem a csatatereken dől el igazán, hanem a lelkekben. Ennek megfelelő szimbolikus jelentőségű célpontokra mér főleg csapást, mint a sztálingrádi szoborpark vagy később a Los Angeles-i hírközlési hálózat, amelynek elfoglalása után japán propagandát sugároztat. Fia, Tacu herceg azonban sokkal gyakorlatiasabb gondolkodású technokrata, aki ellátta a császári sereget modern fegyverzettel.
A szovjetek elleni támadás előrehaladtával szinte az egész Szovjetunió a Birodalom fennhatósága alá kerül, csupán Odessza városa áll ellen Krukov tábornok vezetésével. Ezért Tacu herceg egy speciális különítményt küldd oda, amelynek fő ereje egy szinte elpusztíthatatlan harci gépezet, a Sógun Kivégzője. Ennek segítségével az egész város elpusztul a szovjet erőkkel együtt. Azonban a Szövetségesek egyre nagyobb félelemmel tekintenek a feltörekvő birodalomra, így támadást indítanak Pearl Harbor ellen, amely nemcsak a Birodalom területe, de számtalan fontos szakrális hely is található ott. A japán flotta segítségével sikerül a támadást megállítani, ám eközben egy kisebb egység átjut a védelmi vonalakon és Tokió ellen indul. Ezt az erőt végül sikerül szétzúzni egy birodalmi tengeri erődítmény segítségével. Ennek ellenére a közös szovjet-szövetséges erők megvetik lábukat Tokió közelében.
Josiró császár sikeresen kicseréli az amerikai elnököt, Ackermant egy androidra és így értesül a szovjet tudós, Dr. Zelinszki átállásáról, valamint arról, hogy Cserdenko miként változtatta meg a jövőt. Ez feldúlja a császárt, aki először dühében elpusztítja az androidot, majd átadja a katonai irányítást fiának, Tacunak. A tokiói inváziós erők megsemmisítése után a Sógun Kivégzőjével megtámogatott japán csapatok lerohanják Moszkvát és megsemmisítik a Kremlt, megölve Cserdenko főtitkárt és Krukov tábornokot. Utóbbiak megpróbálnak az időgéppel együtt az űrben menekülni, ám kísérletük nem jár sikerrel.
Ezek után már csupán Amszterdam városa áll ellen. Itt található a szövetséges főhadiszállás és a technológiai előnyüket biztosító FutureTech cég központja is. A várost birodalmi csapatok támadják meg, mintegy négyszázszoros túlerővel, kemény házról házra vívott harcot folytatva. A szövetségesek azonban nem képesek elkerülni a vereséget, minden bevetett fegyverzetük (köztük a város nagy részét elpusztító új csodafegyver) és Dr. Zelinszki szovjet csapatainak támogatása ellenére sem. A játékos a kampány végén megkapja a „legfelsőbb sógun” címet, és a hírszerzési tisztje, Szuki Tojama meghívja őt Oahu északi partjára egy kis kikapcsolódásra, erősen sugallva ezzel, hogy romantikus érzelmeket táplál iránta.

## Szereposztás
A pályák közti átvezetést rövid élőszereplős filmjelenetek szolgálják. A kiegészítőben is megjelenő szereplők [UR] jelöléssel szerepelnek a listán.

### Szovjetunió
- Tim Curry mint Anatolij Cserdenko főtitkár
- Andrew Divoff mint Borisz Krukov tábornok
- Peter Stormare mint Dr. Grigorij Zelinszki
- Ivana Miličević mint Dása Fedorovics [UR]
- Gina Carano mint Natasa Volkova
- Dimitri Diatchenko mint Oleg Vodnyik parancsnok [UR]
- Gene Farber mint Nyikolaj Moszkvin parancsnok [UR]
- Vanessa Branch mint Zsana Agonszkaja parancsnok
- Stelio Savante mint Szergej

### Szövetségesek
- Jonathan Pryce mint Robert Bingham tábornagy
- J. K. Simmons mint Howard T. Ackerman elnök
- Jenny McCarthy mint Tanya különleges ügynök
- Gemma Atkinson mint Eva McKenna hadnagy [UR]
- Autumn Reeser mint Lissette Hanley parancsnok
- Randy Couture mint Warren Fuller parancsnok
- Greg Ellis mint Giles Price parancsnok [UR]

### Felkelő Nap Birodalma
- George Takei mint Josiró császár
- Ron Yuan mint Tacu herceg [UR]
- Kelly Hu mint Szuki Tojama hírszerzőtiszt
- Bruce Asato Locke mint Nagama Sinzó parancsnok [UR]
- Jack J. Yang mint Tenzai Kendzsi parancsnok [UR]
- Lydia Look mint Sirada Naomi parancsnok
- Lisa Tamashiro mint Juriko Omega (csak szinkron) [UR]

## Fejlesztés
A Red Alert sorozat harmadik játékát nemhivatalosan Mark Skaggs, az Electronic Arts vezető producere jelentette be 2004 decemberében, nem sokkal a A Gyűrűk Ura: Harc Középföldéért megjelenése után. Ezt követően azonban Skaggs ismeretlen okokból elhagyta az Electronic Artsot és 2008. február 12-ig nem említették újra a sorozat harmadik részét. Az amerikai PC Gamer áprilisi számában és a magyar PC Guru weboldalán ekkor jelentek meg új információk a játékról. Két nappal később az Electronic Arts hivatalosan is bejelentette a Red Alert 3-at. Az első trailer május 17-én jelent meg.

### Nyílt béta teszt
A játék nyílt béta tesztjét 2008 februárjában hirdették meg, azoknak a PC játékosoknak, akik regisztráltak egy, a Command & Conquer 3: Kane’s Wrath és Command & Conquer 3 Limited Collection játékokban található kódot, 2008. szeptember 29-ig vehettek részt a többjátékos mód tesztelésben. 2008. július 24-től kezdve a kódot regisztrálók e-mailt kaptak, amelyben leírták, hogy a béta kulcsot és a letöltő klienst augusztusban kezdik majd megkapni. A FilePlanet tagjai szintén részt vehettek a tesztelésben, augusztus 22-től kezdődően, a kulcsokat jelentkezési sorrendben kiosztva. A bétaszervereket 2008. szeptember 29-én zárták le.

### CD kulcs
A játék boltokban árult néhány darabjánál problémaként jelentkezett, hogy a telepítéshez szükséges CD kulcs utolsó karaktere hiányzott a játék kézikönyvéről. Az Electronic Arts először azt javasolta megoldásként, hogy próbálják meg kitalálni az utolsó karaktert, ám nem sokkal később már más megoldást is kínáltak: telefonos vagy interneten keresztül kapcsolatfelvétel után új, immáron megfelelő CD kulcsot küldtek. Később egy oldalt is nyitottak, ahol a kódot kapcsolatfelvétel nélkül is meg lehet szerezni, ám ehhez szükség van egy ingyenes felhasználói fiókra az EA weboldalán.

## Fogadtatás
| Összegzőoldal | Értékelés                                       |
| ------------- | ----------------------------------------------- |
| GameRankings  | PC: 81% (40 értékelés)                          |
| Metacritic    | PC: 81% (38 értékelés) X360: 77% (15 értékelés) |

| Szerző        | Értékelés        |
| ------------- | ---------------- |
| 1Up.com       | PC: A-           |
| Game Informer | 8,75/10[forrás?] |
| GamePro       | PC:              |
| GameSpot      | PC: 8,0/10       |
| GameSpy       | PC:              |
| GameStar (HU) | 86/100           |
| IGN           | PC: 8,2/10       |
| OXM (US)      | 9,0/10[forrás?]  |
| PC Gamer (UK) | 88%              |
| PC Gamer (US) | 92%              |
| PC Guru       | 86/100           |

A Command & Conquer: Red Alert 3 alapvetően pozitív értékeléseket kapott, amelyek dicsérték az erős kooperatív és többjátékos részét. Habár a játék sok szempontból nem fejlődött az előző két részhez képest, és a Red Alert 2 útját követi, ezt mégsem tartották problémásnak. Dicsérték a vízi hadviselés zökkenőmentes beépítéséért a játékmenetbe, néhol azonban kritizálták a játékban erre helyezett túlzott hangsúlyt. Úgyszintén dicséretet kapott a kevésbé komoly történetért és a színes környezetért.
A PC Guru tesztje a remek zenei részt és a színekben gazdag, részletes grafikát, a kétszemélyes kooperatív játékra felépített hadjáratokat méltatta. Negatívumokhoz sorolta az élőszereplős átvezető jelenetek bizonyos színészeinek gyenge alakítását (George Takei, Andrew Divoff), a történet egyszerűségét, a mesterséges intelligencia néha hibás útkeresési metódusát, valamint az esetenként nehezen követhető, gyors játékmenetet és egyes egységek, fegyverek kiegyensúlyozatlanságát.
A GameStar értékelésében a barátokkal való kooperatív játék lehetősége és a vízi hadviselés hangsúlyosabb szerepe, valamint a polírozott játékmenet szerepelt a fő pozitívumok között. A PC Guru tesztjéhez hasonlóan itt is a változó színészi teljesítményeket (Tim Curryt, illetve a japán karakterek megformálóit érte kritika) és egy emblematikus figura hiányát (például Yuri az előző részből) értékelték negatívan a mesterséges intelligencia hibái mellett. A hadjáratok pályák kidolgozása nem túl fantáziadús, a teljesítendő feladatok pedig néha túlságosan is egyhangúak, ami részben a szkriptelt játékmenetből ered. A zenék közül pedig a régebbi számok feldolgozásait dicsérték, míg az újabbakat semmitmondónak tartották. A negatívumokhoz sorolták továbbá az online partner hiányában csatlakozó mesterséges intelligenciát, akivel a játékos kénytelen megosztani a pénzügyi terheket és nem kellően agresszív harcmodort alkalmaz. A cikkíró véleménye szerint a Red Alert 3 kevésbé komoly univerzuma és színes grafikája megosztja majd a játékosokat.
A GameStar szavazásán a játék megnyerte a „Legjobb stratégia” (2008) kategóriát, míg a PC Guru szerkesztői a King’s Bounty: The Legend és a Sins of a Solar Empire mögé rangsorolták és tisztes iparosmunkának nevezték a játékot.